# Анушка Попп
Анушка Попп (нім. Anouschka Popp; нар. 19 липня 1972) — колишня німецька тенісистка.
Найвищу одиночну позицію світового рейтингу — 164 місце досягла 20 травня 1991, парну — 228 місце — 25 червня 1990 року.
Здобула 1 одиночний та 1 парний титул туру ITF.

## Фінали ITF
| турніри $25,000 |
| турніри $10,000 |

### Одиночний розряд (1–0)
| Результат | Ранг | Дата         | Турнір                          | Покриття | Суперниця       | Рахунок       |
| --------- | ---- | ------------ | ------------------------------- | -------- | --------------- | ------------- |
| Перемога  | 1.   | 9 липня 1990 | ITF Ерланген, Західна Німеччина | Ґрунт    | Агнесе Густмане | 7–5, 3–6, 7–6 |

### Парний розряд (1–2)
| Результат | Ранг | Дата              | Турнір                           | Покриття  | Партнерка            | Суперниці                           | Рахунок  |
| --------- | ---- | ----------------- | -------------------------------- | --------- | -------------------- | ----------------------------------- | -------- |
| Поразка   | 1.   | 21 листопада 1988 | ITF Пфорцгайм, Західна Німеччина | Килим (i) | Андреа Носай         | Вера-Каріна Елтер Ева-Марія Шюргофф | 4–6, 5–7 |
| Перемога  | 1.   | 3 липня 1989      | ITF Штутгарт, Західна Німеччина  | Ґрунт     | Река Сіксаї          | Лусіана Телла Андреа Тьєцці         | 7–5, 6–4 |
| Поразка   | 2.   | 20 липня 1992     | ITF Дармштадт, Німеччина         | Ґрунт     | Зандра Вахтерсгойзер | Тіна Кріжан Ніколь Арендт           | 2–6, 1–6 |